# Estadio Municipal General San Martín
El estadio municipal General San Martín, más conocido como el «San Martín», es un estadio de fútbol ubicado en la ciudad de Tandil, en la provincia de Buenos Aires, Argentina. El recinto, localizado en avenida Rivadavia 350, entre calles Godoy Cruz y Pueyrredón, posee una capacidad para 8760 personas y es propiedad del Municipio de Tandil. Es sede de la Liga Tandilense de fútbol y su principal ocupante es el Club Ramón Santamarina que juega en el Torneo Federal A, la tercera categoría del fútbol profesional en Argentina.
En 2019 se aprobaron los fondos para concluir la total reconstrucción de las tribunas del estadio.
A finales del siglo XX, entre 1995 y 1999, el San Martín recibió a tres eventos futbolísticos de envergadura como subsede: los Juegos Panamericanos de 1995, el Torneo Preolímpico Sudamericano Sub-23 de 1996 y el Sudamericano Sub-20 de 1999. Como segunda casa del Preolímpico 1996, cuya sede principal fue el Estadio José María Minella de Mar del Plata, se disputaron los partidos del grupo A, integrado por las selecciones de Brasil, Uruguay, Bolivia, Paraguay y Perú.

## Remodelaciones

### Nuevas tribunas
Luego del ascenso en 2014 de Santamarina a la segunda división del fútbol argentino, el entonces intendente municipal Miguel Ángel Lunghi anunció una obra de remodelación, que incluía aumentar la capacidad del estadio. En primera instancia se cambió el alambrado olímpico de la tribuna principal, —la Mestelán—, por un vidriado, y además se colocaron butacas. Sin embargo, el aumento de capacidad que se haría efectivo con la incorporación de una tribuna desmontable se demoró.
En agosto de 2019, tras cinco años de demora y vaivenes políticos, se colocó a la derecha de la fachada principal una tribuna, igual a la que está emplazada sobre calle Brandsen, ampliando la capacidad en unas 800-900 personas.

### Iluminaria
El 31 de marzo de 2022 el Ministerio de Obra Pública de la Nación confirmó una inversión de AR$ 11 000 000 para concretar una obra de  renovación de la iluminación integral, aplicando iluminarias de última tecnología LED. Estrucuralmente será uno de los cambios más significativos de las últimas décadas.
Las obras de recambio comenzaron efectivamente un año después, el 14 de junio de 2023. Principalmente el proyecto consistió en colocar nuevas luminarias LED de 500 y 1000W de potencia y en reacondicionar las torres.

## Visita de equipos nacionales
El registro marca que el sábado 27 de noviembre de 1954 el estadio San Martín fue sede de un encuentro amistoso entre un combinado local y uno de los grandes del país: Boca Juniors. El partido finalizó con un 3:0 a favor de los visitantes.